# Тел Дан стела
Тел Дан стела је фрагментарна стела која садржи ханански натпис који датира из 9. века пре нове ере. Значајна је по томе што је можда најзначајнија и можда једина ванбиблијска археолошка референца на Давидову кућу.
Тел Дан стелу је 1993. године у Тел-Дану открила Гила Кук, члан археолошког тима који је предводио Аврахам Биран. Њени делови су коришћени за изградњу древног каменог зида који је преживео до модерног доба. Стела садржи неколико редова арамејског језика, блиског библијском хебрејском, и историјски заједничком језику међу Јеврејима. Преживели натпис описује да је једна особа убила Јорама из Израела, Ахавовог сина и краља Давидове куће. Ови списи потврђују одломке из хебрејске Библије, јер Друга књига о царевима помиње да је Јорам син израелског краља, Ахава, и његове жене Феничанке Језавеље. Примењујући библијско гледиште на натпис, вероватни кандидат за подизање стеле је Хазаил, краљ Арам-Дамаска (чији би језик према томе био арамејски), који се у Другој књизи о краљевима помиње као да је освојио земљу Израел, иако није могао да заузме Јерусалим. Стела је тренутно изложена у Израелском музеју.

## Откриће и опис
Фрагмент А стеле открила је у јулу 1993. Гила Кук из Бирановог тима који је проучавао Тел Дан у северном Израелу. Фрагменти Б1 и Б2 пронађени су јуна 1994. Стела није ископана у свом „примарном контексту“, већ у „секундарној употреби“.
Фрагменте су објавили Биран и његов колега Џозеф Наве 1993. и 1995.

### Преглед
Тел Дан стела се састоји од неколико фрагмената који чине део тријумфалног натписа на арамејском, који је највероватније оставио Хазаил Арам-Дамаска, важна регионална личност крајем 9. века пре нове ере. Неименовани краљ се хвали својим победама над краљем Израела и његовим наводним савезником краљем из „Давидове куће“ (b y t d w d). Сматра се најранијим широко прихваћеним позивањем на име Давид као оснивачем јудејског поретка изван хебрејске Библије, иако ранија Меша стела садржи неколико могућих референци са различитим прихватањем. Мањи број научника је оспорио референцу на Давида, а предложени су и други преводи. Стела Тел Дан је један од само четири позната ванбиблијска натписа направљена током отприлике 400 година (1200–800. п. н. е.) који садрже име „Израел“, а остали су Мернептахова стела, Меша стела и монолити Курха.
Натпис Тел Дан изазвао је значајну дебату и налет чланака, расправљајући о његовој старости, ауторству и аутентичности; међутим, научници генерално прихватају стелу као оригиналну и као референцу на Давидову кућу.

## Тумачење и спорови

### Конфигурација
Стела је пронађена у три фрагмента, названа А, Б1 и Б2. Постоји широко распрострањено слагање да сва три припадају истом натпису, а да Б1 и Б2 припадају заједно. Мање је слагања око уклапања између А и комбинованог Б1/Б2: Биран и Навех су поставили Б1/Б2 лево од А (фотографија на врху овог чланка). Неколико научника је оспорило ово, Вилијам Шнидевинд предлаже нека мања прилагођавања истог уклапања, Гершон Галил ставља Б изнад А, а не поред њега, а Џорџ Атас га поставља знатно испод.

### Датирање
Археолози и епиграфи претпоставили су најранији могући датум на око 870. п. н. е., док је најновији могући датум „мање јасан“, иако је према Лоренсу Ј. Микитјуку „тешко да је могао бити много касније од 750. године“. Међутим, неки научници су предложили још каснија датирања.

### Пукотине и натпис
Два научника, Кријер и Лемче, анализирали су пукотине и трагове длета око фрагмента, као и натписе према ивицама фрагмената. Из овога су закључили да је текст у ствари савремени фалсификат. Већина научника је игнорисала или одбацила ове пресуде јер су артефакти пронађени током контролисаних ископавања.

### Ауторство
Језик натписа је дијалект арамејског. Већина научника идентификује Хазаила из Дамаска (око 842. – 806. п. н. е.) као аутора, иако се његово име не помиње. Дати су и други предлози у вези са аутором: Џорџ Атас се залагао за Хазаиловог сина Бен-Хадада III, који би датирао натпис у око 796. п. н. е., а Јан-Вим Веселијус се залагао за Јехуа из Израела (владао око 845 - 818. п. н. е.).

### "Седамдесет краљева"
Док су првобитни преводиоци предлагали да се ред 6 натписа односи на убиство „седамдесет краљева“, каснији епиграфи су понудили алтернативно читање. Надав На`аман је предложио да се стих чита како је Хазаил убио „моћне краљеве“. Према Лемеру, „читање "седамдесет" је засновано само на веома малом фрагменту писма које се тумачи као део, али може бити и део другог писма”. Он је предложио да се натпис уместо тога граматички тумачи као да су „два краља“ убијена, у складу са накнадним описом натписа да су победили само два краља. Други научници су пратили и даље развијали Лемерово читање.
Метју Суријано је бранио читање „седамдесет“, тврдећи да је то симболични троп на древном блискоисточном војном језику, који представља пораз свих других кандидата за власт. Напомињући да је Хазаил и сам био узурпатор престола Арам-Дамаска, он тврди да би древна Сирија поставила низ других ривала за престо и да Хазаилова тврдња да је убио „седамдесет краљева“ означава да је он победио своје ривале у наследству на престолу Арам-Дамаска.

### "Кућа Давидова"
Од 1993–1994, када је први фрагмент откривен и објављен, стела Тел Дан је била предмет великог интересовања и дебате међу епиграфима и библистима. Његов значај за библијску верзију прошлости Израела лежи посебно у редовима 8 и 9, који помињу "краља Израела" и вероватно "Давидову кућу". Ово последње читање прихвата већина научника, али не сви.